# Pentafluorethan
Pentafluorethan ist eine gasförmige organisch-chemische Verbindung aus der Gruppe der fluorierten Kohlenwasserstoffe (FKW).

## Gewinnung und Darstellung
Pentafluorethan kann durch Fluorierung von 2,2-Dichlor-1,1,1-trifluorethan mit Hilfe eines Katalysators gewonnen werden.
{\displaystyle \mathrm {Cl_{2}CH{-}CF_{3}+2\ HF\longrightarrow CF_{2}H{-}CF_{3}+2\ HCl} }

## Eigenschaften
Pentafluorethan ist ein nicht brennbares Gas, welches schwerer ist als Luft und sich deshalb am Boden sammelt. Mit 0,43 g/l ist es nur geringfügig in Wasser löslich. Die kritische Temperatur liegt bei 66,02 °C, der kritische Druck bei 36,20 bar und die kritische Dichte bei 4,7658 mol·l−1.

## Verwendung
Pentafluorethan findet als Lösch- und als Kältemittel Verwendung.

## Umwelt
Pentafluorethan ist als Treibhausgas ca. 3700-mal stärker als CO2. Im Gegensatz zu den Fluorchlorkohlenwasserstoffen ist es aber nicht ozonschädigend. Im Kyoto-Protokoll ist es als „wasserstoffhaltiger Fluorkohlenwasserstoff“ benannt, dessen Emission reduziert werden muss.